# Wspólny Rynek Afryki Wschodniej i Południowej
Wspólny Rynek Afryki Wschodniej i Południowej (ang. Common Market for Eastern and Southern Africa - COMESA) - ugrupowanie integracji gospodarczej założone 5 listopada 1993 r. w Kampali na mocy traktatu podpisanego przez 15 państw afrykańskich. Umowa weszła w życie 8 grudnia 1994 r. 
W 2000 r. państwa COMESA utworzyły strefę wolnego handlu. W 2009 r. podpisano porozumienie o utworzenia unii celnej, jednak decyzja nie weszła w życie.

## Członkowie
- Burundi (od 2004 r.)
- Demokratyczna Republika Konga
- Dżibuti
- Egipt
- Erytrea
- Eswatini
- Etiopia
- Kenia
- Komory (od 2006 r.)
- Libia (od 2005 r.)
- Madagaskar
- Malawi
- Mauritius
- Rwanda (od 2004 r.)
- Seszele (od 2001 r.)
- Sudan
- Sudan Południowy (od 2011 r.)
- Uganda
- Zambia
- Zimbabwe

Byli członkowie:
- Angola (zawiesiła członkostwo w 2007 roku)
- Lesotho (do 1997 roku)
- Mozambik (do 1997 roku)
- Namibia (do 2004 roku)
- Tanzania (do 2000 roku)